# 锦林王
锦林王（금림왕，?—?），大伽倻（高灵伽倻）第7代国王（在位时间不詳）。
锦林王是5世纪中盤高靈郡池山洞古墳群东47号古墓墓葬的主人。古墓发掘出来，确定他的名字为锦林王。文献没有记载锦林王的名字，他是伊珍阿豉王的后代，嘉悉王、异脑王、道设智王的祖先。

## 注
1. ↑  .   [2016-11-15]. （原始内容存档于2019-07-10）.

| 前任： 伊珍阿豉王 | 大伽倻國王 第7代王 | 繼任： 荷知王 |